# Teatro Central (Nevada)
El Teatro Central (en inglés: Central Theater) fue construido en Ely, Nevada, Estados Unidos en 1939. El cine estilo art déco fue construido por Percy and Warren Hull después de que se les negó el permiso para ampliar el Teatro capital en 1913. Originalmente fue construido como un teatro de 725 asientos. El Central es inusual en una ciudad donde la mayoría de las estructuras fueron construidas en los tiempos de auge de principios del siglo XX. El Teatro Central fue incluido en el Registro Nacional de Lugares Históricos en 1993. 